# Mico acariensis
Sagui-do-rio-acari (Mico acariensis) é uma espécie de macaco do Novo Mundo da família Cebidae e subfamília Callitrichinae, endêmico da Amazônia brasileira. Ele ocorre ao longo da margem direita do baixo rio Acari e provavelmente na interseção dos rios Sucundurí, a leste, e o rio Acari, a oeste. O limite sul pode ser entre os rios Aripuanã e Juruena, onde ocorre M. melanurus. Amostras maiores são necessárias em toda a área de distribuição descrita, considerando os poucos registros na literatura.
Não há informações disponíveis sobre o status populacional desta espécie na natureza. A espécie geralmente forma grupos entre 4 e 15 indivíduos.
Não sabe-se muito sobre a espécie, mas foi observada em floresta primária e secundária de terra firme, também sendo vista próxima a plantações de mandioca. Mico acariensis habita floresta Amazônica de planície. Não se sabe se o táxon é restrito a habitats primários e suspeita-se que o táxon apresenta tolerância a modificações/perturbações no ambiente.
As principais ameaças identificadas para o táxon foram: desmatamento, aumento da matriz rodoviária, no sul da sua distribuição, mas não são consideradas significativas.